# Arothron caeruleopunctatus
Arothron caeruleopunctatus är en fiskart som beskrevs av Keiichi Matsuura 1994. Arothron caeruleopunctatus ingår i släktet Arothron och familjen blåsfiskar. Inga underarter finns listade i Catalogue of Life.